# Шарантоне (Изер)
Шарантоне (фр. Charantonnay) је насељено место у југоисточној Француској у региону Рона-Алпи, у департману Изер.
По подацима из 2006. године број становника у месту је био 1.750, а густина насељености је износила 159 становника/km².

## Демографија
| 1962. | 1968. | 1975. | 1982. | 1990. | 2006. | 2011. |
| ----- | ----- | ----- | ----- | ----- | ----- | ----- |
| 446   | 447   | 557   | 881   | 1.411 | 1.750 | 1.879 |